# 宇佐平野
宇佐平野（うさへいや）は、大分県北部の宇佐市に広がる平野である。

## 概要
周防灘に注ぐ駅館川、寄藻川及び桂川（以上はいずれも二級水系の本流）等の河川の河口付近に広がる沖積平野である。
この平野は、大分県最大の穀倉地帯である。特に麦は大分県一の産地で、県内の作付面積の約60%に当たる約2,400haで栽培されており、その収穫の風景は初夏の風物詩となっている。

## 歴史
宇佐平野には、川部遺跡や東上田遺跡の環濠集落跡、川部・高森古墳群をはじめとして遺跡が点在しており、古代から開けた地であったことを示している。
中世の1185年に造られた平田井堰は、現存する中では大分県で最古の堰で、駅館川左岸の33ヶ村、654町歩を灌漑していたとの記録がある。
江戸時代後期には、西国筋郡代塩谷大四郎のもと、和間海岸等の干潟を干拓して新田の開発が行われた。この事業を請け負ったのが、大分県知事広瀬勝貞の父祖である広瀬久兵衛であり、その業績を評価した塩谷は新田のひとつを久兵衛新田と名付けた。
さらに、1750年頃から数度にわたって試みられたものの実現しなかった、駅館川右岸の高台への水路の建設も、南一郎平が広瀬久兵衛の資金援助を得て1870年に完成。広瀬井手と名付けられた。なお、南一郎平は、当時日田県知事で、後に政府高官となった松方正義にこの業績が認められて東京に招かれ、日本三大疏水と言われる安積疏水、琵琶湖疏水、那須疏水の開発に携わった。

## 主な河川
- 駅館川
- 寄藻川
- 桂川